# Agua Dulce (hrabstwo El Paso)
Agua Dulce – jednostka osadnicza w Stanach Zjednoczonych, w stanie Teksas, w hrabstwie El Paso.